# Chardeny
 Chardeny  es una población y comuna francesa, en la región de Champaña-Ardenas, departamento de Ardenas, en el distrito de Vouziers y cantón de Machault.
Está integrada en la Communauté de communes de l'Argonne Ardennaise.

## Demografía
| 192 | 138 | 161 | 149 | ... | ... | ... | ... | ... | ... | ... | 125 | 119 | 104 | 107 | 93 | 86 | 77 | 84 | 84 | 47 | 61 | 71 | 80 | 72 | 61 | 42 | 40 | 36 | 38 | 40 | 42 | 39 |
| Para los censos de 1962 a 1999 la población legal corresponde a la población sin duplicidades (Fuente: INSEE [Consultar]) |     |     |     |     |     |     |     |     |     |     |     |     |     |     |    |    |    |    |    |    |    |    |    |    |    |    |    |    |    |    |    |    |